# François Hennebique

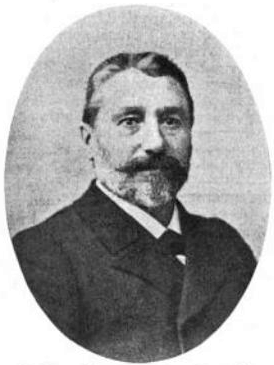
Porträt von François Hennebique

François Hennebique (* 25. April 1842 in Neuville-Saint-Vaast (Département Pas-de-Calais); † 20. März 1921 in Paris) war ein französischer Bauingenieur und Bauunternehmer, der einer der Pioniere bei der Verwendung von Eisen- bzw. Stahlbeton war. Sein „System Hennebique“ wurde sehr erfolgreich europaweit lizenziert, Lizenznehmer in Deutschland waren die Baufirmen von Max Pommer und Eduard Züblin und in Italien jene von Giovanni Antonio Porcheddu und Attilio Muggia.

## Biografie
Nach einer Lehre als Steinmetz in Arras machte er sich 1867 selbständig und leitete im gleichen Jahr bereits die Rekonstruktion von St. Martin in Coutrai. Zwei Jahrzehnte lang, bis 1887, arbeitete er vor allem in Brüssel, wo er die Bauweise mit eisenverstärkten Beton nach dem System Joseph Monier kennenlernte.
1879 verwendete er selbst zum ersten Mal Eisenbeton, um ein Landhaus in Eisenskelettbauweise durch Ummantelung der Träger mit Beton feuersicher zu machen. In seiner Auseinandersetzung mit der neuen Technik entwickelte er eine wirtschaftlich sehr effiziente Konstruktion von Geschossdecken als monolithischem System aus bewehrtem Beton.
1892 eröffnete er ein international agierendes Ingenieurbüro in Paris und meldete erste Patente für den Stahlbetonbau nach dem „System Hennebique“ an, u. a. auch für den für das System konstruktiv wichtigen Plattenbalken, das jedoch für ungültig erklärt wurde, da es bereits zuvor ähnliche Lösungen gegeben hatte. Das Büro war davon unabhängig schnell sehr erfolgreich und lizenzierte das System an zahlreiche Bauunternehmen. Es arbeitete sehr häufig auch mit Vertragsfirmen für die Bauausführung zusammen. In den folgenden Jahren entstanden so Tausende von Stahlbetonbauten nach dem „System Hennebique“.

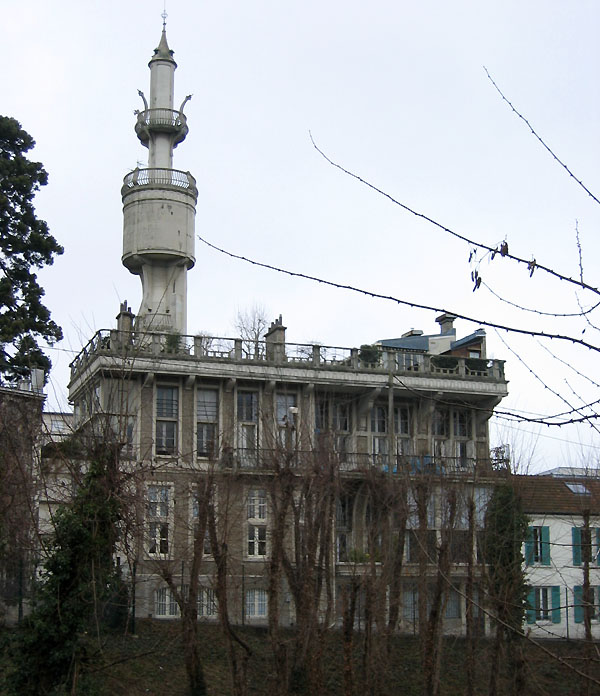
„Maison Hennebique“ in Bourg-la-Reine

Ab 1898 gab Hennebique die programmatische Zeitung „Le Béton armé“ heraus.  Hennebique wurde auf der Pariser Weltausstellung von 1900 (Exposition Universelle et Internationale de Paris) einem breiten Publikum aufgrund seiner innovativen Arbeiten im Stahlbetonbau bekannt.

## Bauwerke
Die zahllosen und teils sehr unterschiedlichen Bauten des Büros und seiner Vertragsfirmen sind nur selten eindeutig einem bestimmten Entwerfer zuzuschreiben. Bekannte Bauwerke sind:
- Pont Camille-de-Hogues in Châtellerault (1899)
- Immeuble Hennebique (1898–1900) in Paris (1 rue Danton, 6. Arrondissement), das vom Büro selbst genutzt wurde
- Villa Hennebique in Bourg-la-Reine (1901–03)
- Pont de la Mescla bei Malaussène (1909)
- Ponte del Risorgimento, Rom (1911), lizenzierte Baufirma: Porcheddu

## Literatur

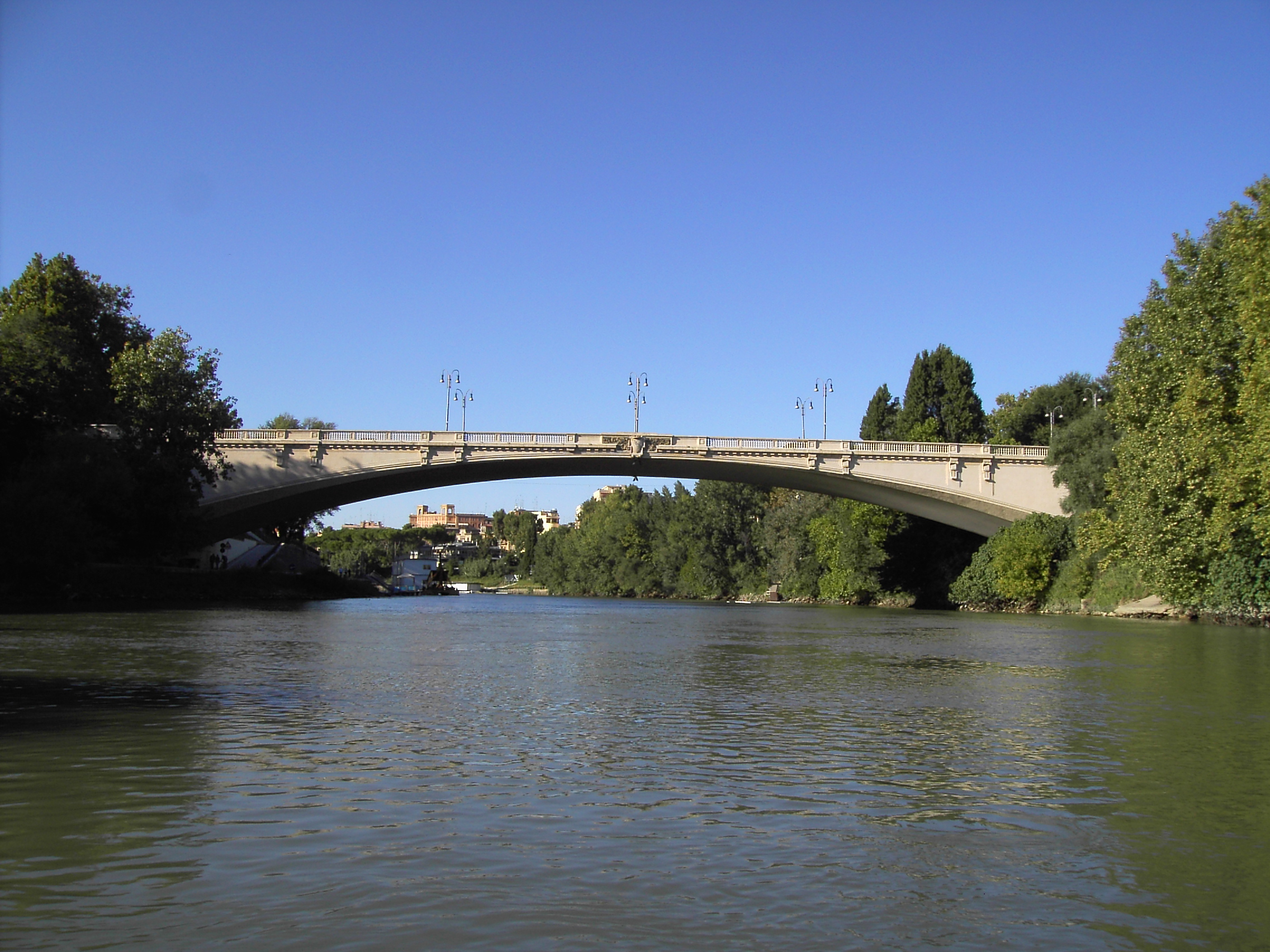
Ponte del Risorgimento, Rom